# Úslava
L'Úslava est une rivière de Tchéquie d'une longueur de 83 km. Elle est un affluent de la Berounka et donc un sous-affluent de l'Elbe par la Vltava.